# ليونا وودز
ليونا هاريت وودز (بالإنجليزية: Leona Woods)‏ (9 أغسطس 1919 - 10 نوفمبر 1986)، والتي عرفت فيما بعد باسم ليونا وودز مارشال وكذلك عُرفت باسم ليونا وودز مارشال ليبي، وهي عالمة فيزياء أمريكية ساعدت في بناء أول مفاعل نووي وأول قنبلة ذرية.

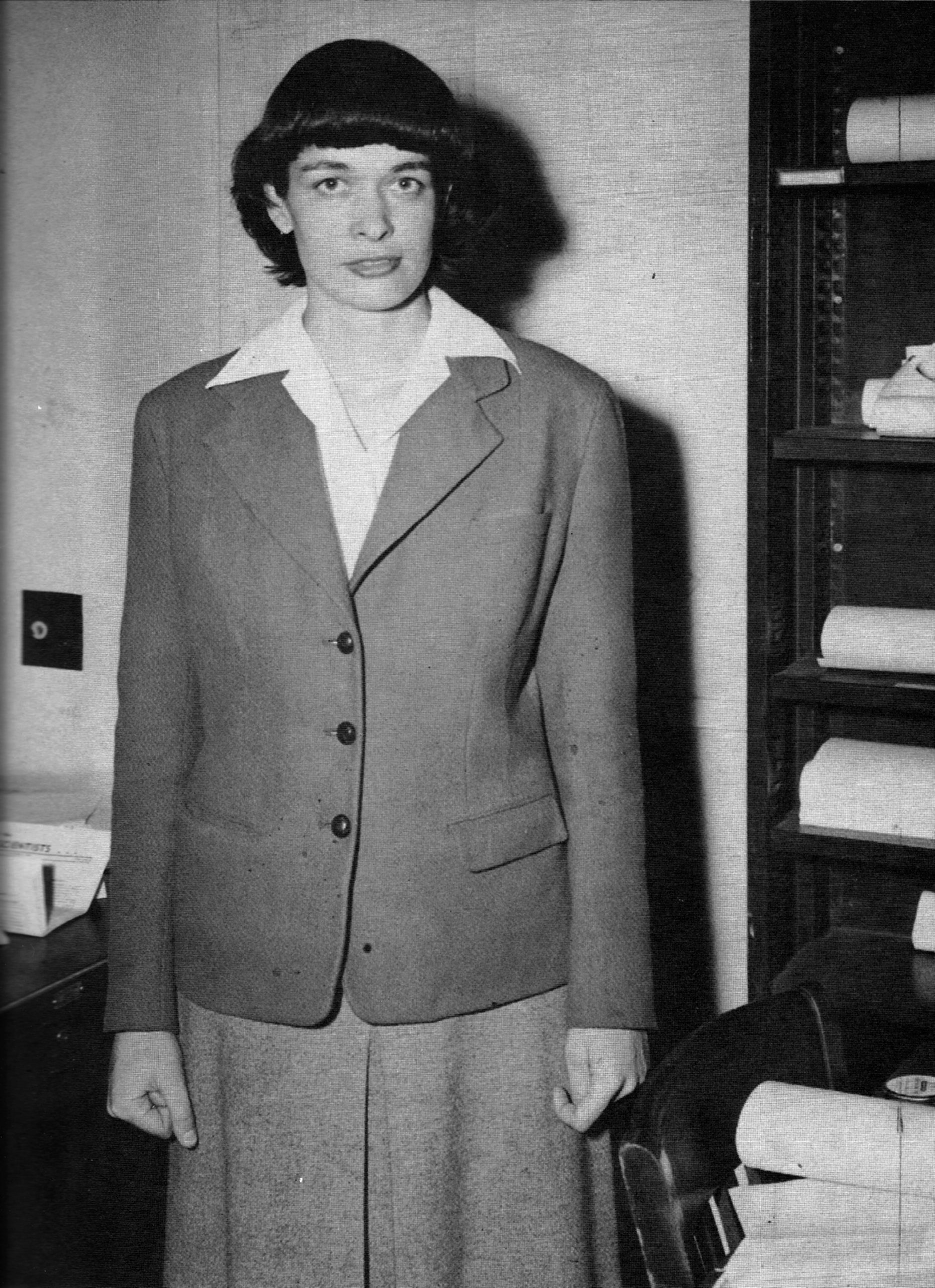
ليونا وودز مارشال في جامعة شيكاغو 1946
الميلاد 9 أغسطس 1919 لا غرانت (إلينوي), الولايات المتحدة
الوفاة 10 نوفمبر 1986 (67 عاما) سانتا مونيكا (كاليفورنيا), الولايات المتحدة
المواطنة أمريكية
المجالات الفيزياء
المؤسسات التي التحقت بها
مشروع مانهاتن
جامعة شيكاغو
معهد الدراسات المتقدمة
مختبر بروكهافن الوطني
جامعة نيويورك
جامعة كولورادو بولدر
مؤسسة راند
جامعة كاليفورنيا (لوس أنجلوس)
الجامعة التي درست بها جامعة شيكاغو
مشرف رسالة الدكتوراة روبرت موليكن
مشرفون أكاديميون آخرون ستانيسلو مروزوسكي
اشتهرت ب مشاركتها في مشروع مانهاتن

في عمر الثالثة والعشرون، كانت ليونا وودز هي أصغر عضو وكذلك الأنثى الوحيدة في الفريق الذي قام ببناء وإجراء التجارب في أول مفاعل نووي في العالم (والذي سمي آنذاك بايل) شيكاغو بايل 1، وذلك ضمن مشروع تحت قيادة معلمها الخاص إنريكو فيرمي. وعلي وجه الخصوص، فقد كانت وودز ذو أثر فعال في البناء ومن ثم استخدام عدادات غايجر من أجل التحليل أثناء التجريب. كما كانت هي المرأة الوحيدة الحاضرة عندما كان وضع المفاعل حرج. وقد عملت مع فيرمي علي مشروع مانهاتن، وعملا جنبا إلي جنب مع زوجها الأول جون مارشال. وقد ساعدت ليونا في ما بعد في حل مشكلة تسمم الزينون في موقع بهانفورد لإنتاج البلوتونيوم، وأشرفت علي بناء وتشغيل مفاعلات هانفورد لإنتاج البلوتونيوم.
أصبحت ليونا بعد الحرب زميل في معهد فيرمي للدراسات النووية. وقد عملت لاحقا في معهد الدراسات المتقدمة في برينستون، وفي مختبر بروكهافن الوطني، وكذلك في جامعة نيويورك حيت أصبحت أستاذا في عام 1962. وقد شمل بحثها العلمي فيزياء الجسيمات، والفيزياء الفلكية، وعلم الكون. وفي عام 1966 طلقت من مارشال وتزوجت ويلارد ليبي الحائز علي جائزة نوبل. وصارت ليونا أستاذا في جامعة كولورادو وعضو هيئة أساتذة في مؤسسة راند. ولاحقا في فترة متقدمة من حياتها أصبحت مهتمة بالقضايا البيئية، وقد ابتكرت طريقة لاستخدام نسب النظائر في حلقات الشجرة لدراسة تغير المناخ. كما كانت ليونا مؤيدا قويا لفكرة تعريض الأغذية للإشعاع كوسيلة لقتل البكتريا الضارة.

## النشأة
ولدت ليونا هارييت وودز في مزرعة في لا غرانت (إلينوي) في التاسع من أغسطس عام 1919، وهي الابنة الثانية من خمسة أطفال للمحامي ويتستيل أرنو وودز وزوجته ماري ليونا هولدرنس وودز. كان لديها شقيقتان وشقيقان. تخرجت من مدرسة ليون تونشيب الثانوية في لا غرانت وهي في الرابعة عشر من عمرها،  وحصلت على بكالوريوس العلوم في الكيمياء من جامعة شيكاغو في عام 1938 وهي في عمر الثامنة عشر.
بعد اجتياز ليونا لاختبارات التأهل في مجال الكيمياء، أعربت لجيمس فرانك الحائز علي جائزة نوبل في الفيزياء عن رغبتها في أن تكون طالبه بالدراسات العليا لديه، وذلك بعد إعجابها بمحاضرة ألقاها في عام 1939 عن مناطق بريلوين. وقد قبل بها فرانك ولكنه أخبرها أن أستاذه قد حذره أن كونه يهودي يعرضه لأن يموت جوعا. ولذا فقد حذر فرانك وودز قائلا أن «أنت امرأة، وسوف تموتين جوعا.» وعلى الرغم من حقيقة أن فرانك لم يبد كمن يعاني من سوء التغذية، فقد أخذت ليونا التحذير على محمل الجد، وقررت بدلا من ذلك أن تصبح طالبة في الدراسات العليا لدي روبرت موليكن الذي سيصبح في يوما ما حائزا علي جائزة نوبل هو الآخر.
و قد ترك لها موليكن حرية اختيار مشكلة البحث الخاصة بها، وتحرير النسخة النهائية قبل صدورها في مجلة «فيزيكال ريفيو» (مجلة علمية أمريكية). وتم قبول أطروحتها العلمية لرسالة الدكتوراه الخاصة بها «في روابط أكسيد السليكون»، والتي تم إعدادها تحت إشراف موليكن وكيميائي بولندي يدعي ستانيسلو مروزوسكي في عام 1943. وذكرت ليونا لاحقا أن موليكن قد أخبرتها مرتين «أنه ربما ليس كل ما علمني إياه قد ذهب سدي». وكما أشارت ليونا فإن طلابه «يتفقون أن هذ هو أعظم إطراء صدر عنه.»

## مشروع مانهاتن
بحلول عام 1942، وعندما كانت ليونا علي وشك الانتهاء من أطروحتها العلمية، كانت هي أصغر وآخر الدارسين في فترة ما قبل الحرب لدي موليكن، وكانت تعمل وحدها لأن جميع زملائها الباحثين أصبحوا منهمكين في أعمال الحرب.التقت ليونا بهيربرت اندرسون الذي كان يعمل لدي إنريكو فيرمي. وقد اعتادا الاثنين الذهاب للسباحة في بحيرة ميشيغين يوميا بعد الظهيرة في الساعة الخامسة مساءا. وقد اكتشف اندرسون أن وودز كانت خبيرة بتكنولوجيا الفراغ من خلال بحثها، وبمجرد الانتهاء من رسالة الدكتوراه الخاصة بها، استعان بها للعمل مع أجهزة الكشف عن ثلاثي فلوريد البورون المستخدمة لقياس التدفق النيوتروني.
شيدت مجموعة فيرمي المفاعل النووي المعروف باسم شيكاغو بايل 1 تحت منصات ملعب ستاج فيلد، وهو الملعب الجامعي المهجور لكرة القدم، الذي لعبت فيه وودز الاسكواش ذات مرة. لم يرغب والتر زين في أن تشارك امرأة في ذلك العمل القذر من وضع كتل الجرافيت، ولكن كان لدي وودز الكثير من العمل للقيام به مع أجهزة الكشف عن النشاط الإشعاعي والمزدوجات الحرارية، واستخدمت كومة صغيرة من الجرافيت الخاص بها لقياس آثار مصدر الراديوم-بيريليوم علي رقائق المنجنيز وذلك للحصول علي قياس مقطع نيوتروني لكي تعاير أجهزة الكشف عن النشاط الإشعاعي. كما كانت وودز هي المرأة الوحيدة الحاضرة عندما كان المفاعل في وضع حرج، سائلة فيرمي «متي ينبغي بنا أن نصبح خائفين؟».

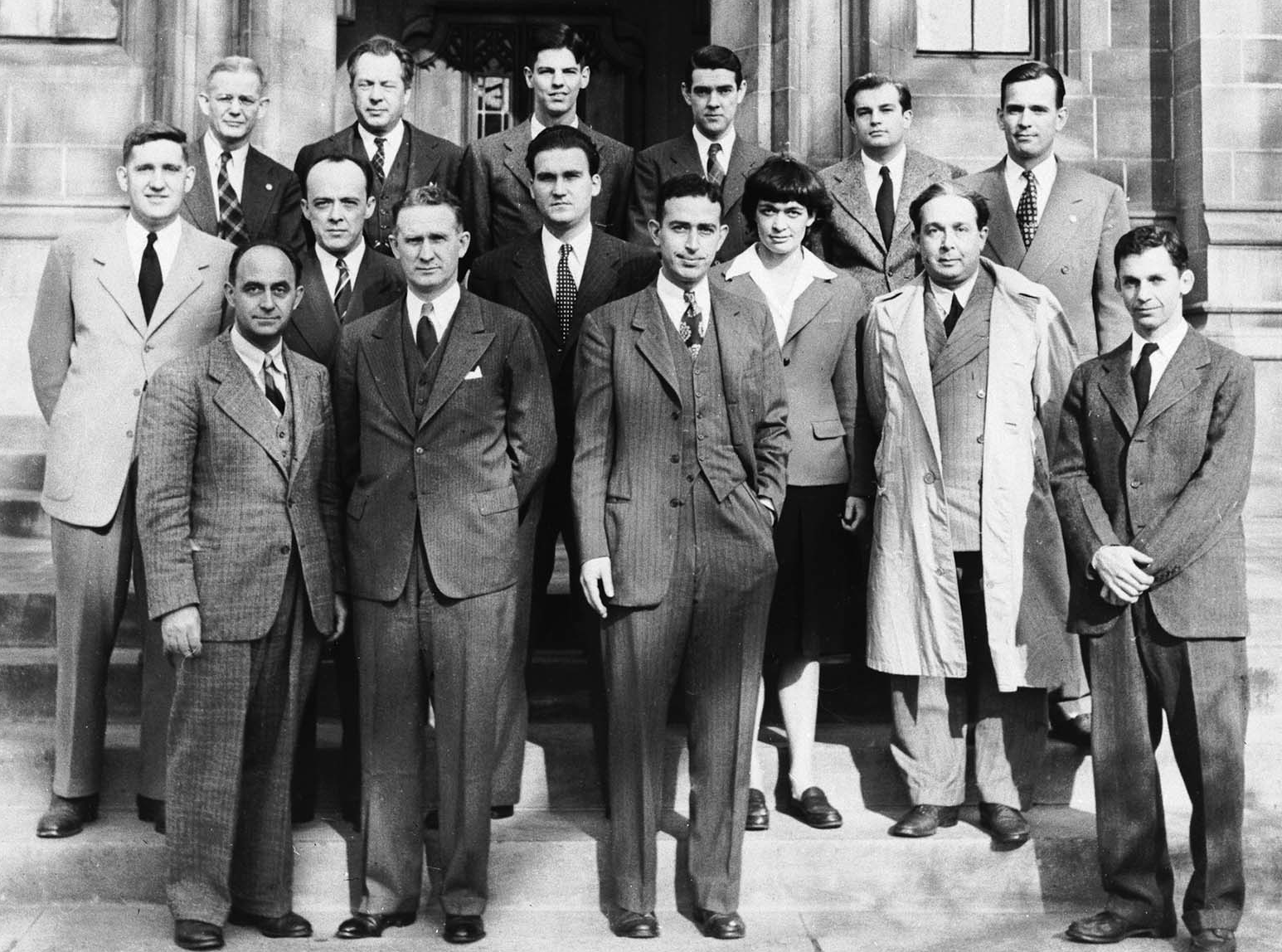
في هذة الصورة التي التقطت لفريق عمل مفاعل شيكاغو بايل عام 1946 وودز هي المرأة الوحيدة بها،الرابعة من اليسار في الصف الأوسط.

لورا فيرمي تذكرت وودز كـــ " فتاة طويلة القامة ذات بنية مثل بنية أحد الرياضيين، التي يمكنها القيام بعمل الرجل والقيام به علي أكمل وجه. وكانت المرأة الفيزيائية الوحيدة في مجموعة إنريكو. وفي ذلك الوقت، كانت والدتها التي حظيت أيضا بطاقة لا تنضب، كانت تدير مزرعة صغيرة بالقرب من شيكاغو تقريبا بنفسها. ومن أجل تخفيف عبء بعض الأعمال علي والدتها السيدة وودز، قسمت ليونا وقتها بين الذرات والبطاطا.
و قد اتخذت وودز موقف سطحي إزاء الخطر الذي شكله الإشعاع، مثلها في ذلك مثل العديد من العلماء العاملين في المشروع. فقد امتصت وودز حوالي 200 رونتجن، وانخفض عدد خلايا الدم البيضاء لديها إلي النصف، وذلك بعد صباح أحد الأيام الذي استغرقته مع ويلارد ليبي في لحام علبة صغيرة تحتوي علي خليط من ملح الراديوم وفلز البريليوم. وقد أعطاها الأطباء محاضرة حول كيف أن لدي المرأة عدد ثابت فقط من البويضات، الأمر الذي شككت فيه وودز. واعتبرت وودز أن الأمر المهم هو أن سبيكة اللحام قد تم القيام بها بشكل صحيح. وعندما وصل الفريق إلى هدفهم الجديد في أرجون، اتخذت وودز المهجع بأكمله لنفسها.
تزوجت وودز من جون مارشال في يوليو 1943. وبعد ذلك بفترة وجيزة أصبحت حامل. وحينما أخبرت إنريكو فيرمي بذلك اتفقت معه علي ألا يدعا والتر زين يعرف بالأمر، خوفا من أنه سوف يصر علي جعلها تغادر مبني المفاعل. وأخفت ليونا بطنها الحامل بملابس العمل الفضفاضة من القماش. كانت تركب كل يوم إلي العمل في حافلة لا توجد بها تدفئة تابعة للجيش، «كانت تصل كل صباح بالكاد في الوقت المحدد لتتقيأ قبل أن تبدأ في يوم العمل.» ولد طفلها الثاني الذي كان صبي يدعي بيتر في عام 1944. وعادت إلى العمل بعد ذلك ببضعة أيام.
كان هناك فريق من أرجون حاضرا ليزود المفاعل الأول في موقع هانفورد بالطاقة، حيث توجد المفاعلات الضخمة التي ستنتج البلوتونيوم من أجل صنع قنابل. كانوا يراقبون عمل المفاعل في نوبات، حيث كان جون مارشال وآخرون في النوبة النهارية، وإنريكو فيرمي وليونا مارشال في النوبة الليلية، التي تنتهي عند منتصف الليل، ودون هيوز وجون ويلر في نوبة الانتقال الدوري بين النوبات. وفي أثناء ما كان الزوجان ليونا وجون مارشال يعتنيان بالمفاعل في هانفورد، تركوا بيتر مع والدة ليونا.
تم تشغيل المفاعل بنجاح، ولكن بعد بضع ساعات انخفض مستوى الطاقة وتوقف المفاعل عن العمل. وتكهنت ليونا أن تسرب المياه هو المشكلة، بدلا من التسمم الإشعاعي. ومع ذلك فقد تمكن العاملين أثناء الليل من تزويد المفاعل بالطاقة مرة أخرى والحصول عليها فقط قبل أن تزول مرة أخرى. وأشار التوقيت الآن إلى التسمم الإشعاعي النشاط. وقد حدد العلماء بعد العمل من خلال الأرقام مع استخدام المسطرة الحاسبة والحسابات اليدوية مقطع نيوتروني للتسمم، الذي ثبت في النهاية أنة الزينون-135. ولحسن الحظ فإن مهندسين دو بونت قاموا بتجهيز المفاعل مع 50 في المائة زيادة من أنابيب الوقود التي طالب بها الفيزيائيين، وقد تمكنوا من تشغيل المفاعل عن طريق تزويد تلك الأنابيب بالوقود بوفرة.
و عندما سئلت بعد سنوات عديدة عن ماهية شعورها حول مشاركتها في مشروع مانهاتن قالت:
أعتقد أن الجميع كان يشعر بالذعر من كوننا مخطئين (في طريقتنا لتطوير القنبلة)، في حين تفوق علينا الألمان في ذلك. كان هذا هو الخوف الدؤوب منذ الآن عن أي وقت مضي، خوف يستمد بطبيعة الحال من حقيقة أن قادتنا يعرفون هؤلاء الناس في ألمانيا. فقد ذهبوا إلي المدرسة معهم. كان قادتنا مروعين، وهذا الرعب ملأ نفوسنا. فلو كان حصل عليها الألمان قبل أن نفعل نحن ذلك، فأنا لا أعلم ماذا كان ليحدث للعالم. أمر مختلف. فألمانيا متصدرة في مجال الفيزياء. ذاك الوقت الذي بدأت فيه الحرب، عندما خفض هتلر مظاهر الرخاء في كل نواحي الحياة. كان وقتا مخيف جدا.
أنا بالتأكيد أتذكر كيف شعرت عندما استخدمت القنابل الذرية. كان أخو زوجي قائد أول كاسحة ألغام المقرر وجودها في ساسيبو هاربور. وأخي كان جندي بحرية علي قاذفة لهب في أوكيناوا. أنا متأكدة من أن هؤلاء الأشخاص لن يستمروا في الغزو. كان واضحا جدا أن الحرب مستمرة، مع موت نصف مليون من رجالنا المقاتلين، لا أقول كم العديد من اليابانيين. أنت تعرف وأنا أعرف أن الجنرال (كورتيس) ليماي قد ألقي علي طوكيو قنبلة حارقة ولم يذكر أحد حتي المجزرة التي حدثت بعد ذلك. هم يعتقدون أن ناجازاكي وهيروشيما شيء بالمقارنة مع إلقاء قنابل حارقة.
إنهم مخطئون!
أنا لست نادمة. أعتقد أننا فعلنا الصواب، ولم يكن بوسعنا ان نفعل ذلك بطريقة مختلفة. نعم. أنا أعلم أن اقتراح القنبلة الثانية ناجازاكي لم يكن ضروريا. عندما تكون في حرب، الرجال الذي يبكون علي الأكتاف، والموت، أنا لا أعتقد أنك ستقف وتتسأل «هل هذا صواب؟»
ارتبطت الأنشطة التي قام بها فريق فيرمي في شيكاغو ببرنامج أبحاث ذرية على مستوى البلاد عُرف باسم “مشروع مانهاتن”. وعندما بدأت الحرب العالمية الثانية في عام 1939، بدأت كل من الولايات المتحدة والمملكة المتحدة العمل على إنتاج قنبلة نووية.
يعتمد أساس عملية صنع القنابل النووية على بناء ما يكفي من البلوتونيوم أو اليورانيوم لإنشاء تفاعل نووي. وخلال الحرب، بُنيت ثلاث قنابل، واحدة من اليورانيوم واثنتين من البلوتونيوم. وبُني مصنع خاص في هانفورد، واشنطن لصقل البلوتونيوم اللازم لصنع القنابل. وفي وقت لاحق من الحرب، عملت ليبي في هانفورد للمساعدة في عملية تعزيز إمدادات البلوتونيوم. واستخدمت المواد التي تم الحصول عليها من هانفورد في صنع القنبلة النووية الثانية التي أُلقيت على ناغازاكي في اليابان في التاسع من آب عام 1945 وانتهت الحرب العالمية الثانية بعد أيام.

## الحياة المهنية في فترة ما بعد الحرب
و بعد الحرب، عادت ليونا مارشال إلي جامعة شيكاغو، حيث أصبحت زميل في معهد فيرمي للدراسات النووية. وقد وجدت ليونا، بالعمل في مفاعل ماء ثقيل مضغوط شيكاغو بايل 3، وسيلة 100 بالمائة لدوران سريع يقطب حزم النيوترون، وحددت معامل الإنكسار للنيوترونات في خامات مختلفة. ولد طفلها الثاني مارشال الثالث في عام 1949. أصبحت ليونا أستاذا مساعدا في عام 1953.
و قد انفصل الزوجان ليونا وجون مارشال بعد وفاة فيرمي في عام 1954. وعاد جون مارشال إلي مختبر لوس ألاموس، في حين أن ليونا، وهي الآن أم عزباء فعليا، أصبحت زميل في معهد الدراسات المتقدمة في برينستون (نيو جيرسي) في عام 1957. وقد أصبحت في العام التالي زميل في مختبر بروكهافن الوطني، وذلك في الوقت الذي كان فيه التركيز في البحوث في علم الفيزياء يتحول بعيدا عن النواة ويتجه نحو الجسيمات الأولية. كما التحقت بجامعة نيويورك كأستاذ مشارك في الفيزياء في عام 1960. وقد أصبحت ليونا أستاذا في عام 1962.
و لاحقا بعد ذلك بثلاثة أعوام، أصبحت ليونا أستاذا في جامعة كولورادو بولدر، تقوم بالبحث في فيزياء الجسيمات، والفيزياء الفلكية، وعلم الكون. ثم أصبحت بعد ذلك عضو هيئة أساتذة في مؤسسة راند، حيث عملت بها حتي عام 1976. طلقت ليونا من جون مارشال في عام 1966، وتزوجت من ويلارد ليبي الفائز بجائزة نوبل عام 1960. انضمت ليونا إلي ويلارد لاحقا في جامعة كاليفورنيا (لوس أنجلوس)، حيث كانت أستاذ منتدب في الدراسات البيئية، والهندسة، وهندسة الآثار، وميكانيكيا الفضاء الجوي، والهندسة النووية في عام 1973.
ليونا، والتي أصبحت تعرف الآن باسم ليونا مارشال ليبي، أصبحت مهتمة بالقضايا البيئية، وقد ابتكرت طريقة استخدام نسب النظائر مثل الأكسجين-18 إلي الأكسجين-16، والكربون-13 إلي الكربون-12، والديوتيريوم إلي الهيدروجين في حلقات جذوع الأشجار لدراسة التغيرات في درجة الحرارة وأنماط سقوط الأمطار لمئات من السنين قبل أن تحفظ السجلات، وفتحت الباب لدراسة تغير المناخ.
كما كانت ليونا مؤيدا قويا لفكرة تعريض الأغذية للإشعاع كوسيلة لقتل البكتريا الضارة مثلها في ذلك مثل ويلارد ليبي، وأيدت فكرة تخفيف القيود القانونية والتنظيمية على استخدام تلك الفكرة. كما اقترحت أنه من الممكن أن تعالج الفاكهة المصابة بذبابة فاكهة البحر الأبيض المتوسط بواسطة أشعة جاما، بدلا من أن ترش بالملاثيون.
و قد كانت ليونا كاتبة خصبة وغزيرة الإنتاج، نشرت ما يزيد عن 200 ورقة علمية. وقد كتبت ورقة علمية عن خلق مناخ للقمر (1969) أثناء ما كانت في مؤسسة راند. وتضم أعمالها السيرة الذاتية مثل شعب اليورانيوم (1979)، وهي تعد تاريخ من الابحاث الذرية المبكرة. وبعد وفاة ليبي في عام 1980، قامت بتحرير أوراق البحث التي أعدها مع راينر بيرغر، ونشرت تحت مسمي العمل والحياة للحائز على جائزة نوبل ويلارد ليبي (1982). وآخر ورقة بحث لها كانت عن أشباه النجوم والتي صدرت في عام 1984.
توفيت ليونا في مركز سانت جون الطبي في سانتا مونيكا (كاليفورنيا)، في العاشر من نوفمبر عام 1986، بسبب سكتة دماغية ناجمة عن التخدير. توفيت ليونا وخلفت وراءها أبنائها بيتر وجون، وأربعة أحفاد. كما كان كان لديها أيضا اثنين من بنات زوجها هم جانيت إيفا ليبي وسوزان شارلوت ليبي من زواجها الثاني.

## روابط خارجية
- ليونا وودز على موقع إن إن دي بي (الإنجليزية)